# Reichmannsdorf (Saalfeld)
Reichmannsdorf – dzielnica miasta Saalfeld/Saale w Niemczech, w kraju związkowym Turyngia, w powiecie Saalfeld-Rudolstadt. Do 31 grudnia 2018 jako samodzielna gmina wchodziła w skład wspólnoty administracyjnej Lichtetal am Rennsteig.